# 포틀랜드 주립 대학교
포틀랜드 주립 대학교(Portland State University, PSU)는 미국 오리건주 포틀랜드에 위치한 공립 연구형 대학이다. 1946년에 제2차 세계 대전 퇴역 군인을 위한 교육 기관으로서 설립되었다. 20년에 걸쳐 4년제 칼리지로 변화했으며 1969년에 대학교(university) 지위를 얻었다. 대도시에 위치한 오리건주의 2개의 공립 대학 중 하나이다.